# Leocomia matanzas
Leocomia matanzas är en insektsart som beskrevs av Metcalf och Bruner 1944. Leocomia matanzas ingår i släktet Leocomia och familjen spottstritar. Inga underarter finns listade i Catalogue of Life.